# Kürn (Adelsgeschlecht)

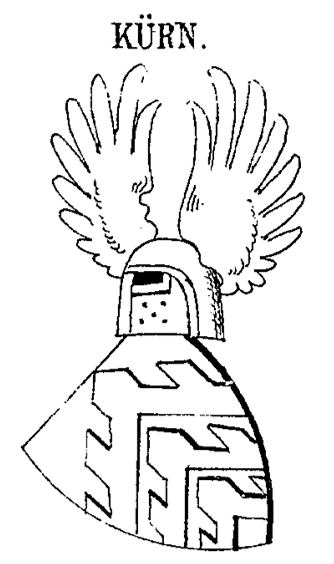
Wappen der Kürn in Siebmachers Wappenbuch

Die Herren von Kürn, auch Khürn, Kührn, Kürnborg, Kürnstein oder auch einfach nur Khürner genannt, waren ein Turnieradelsgeschlecht mit Stammsitz im Regensburgischen Kürn.

## Geschichte
Leonhart Kürn kämpfte 1197 im 12. Ritterturnier in Nürnberg, Jakob und Andres Kürn 1284 im 15. Turnier zu Regensburg und 1412 erneut ein Jakob Kürn im 25. Turnier zu Regensburg. Die erste dieser Nachrichten sei allerdings nicht gesichert.
Chalhoch Kürn († vor 1288) ist als Weber und Bewohner auf der Burg Kürn urkundlich belegt. Er heiratete zu einem unbekannten Zeitpunkt Adelheid, Tochter Dietrichs von Wildenstein. Im Jahr 1282 wurde ihm vom Regensburger Reichsstift das Leibgedinge über Wolfhardorf (naheliegend identisch mit dem heutigen Wolfersdorf, in dessen Gemeinde sich auch die Burg Kürn befand) übertragen. Die aus Adelheids und Chalhochs Ehe hervorgegangenen Söhne hießen Dietrich und Chalhoch. Nach Chalhochs Tod ging Adelheid ins Kloster Waldersbach, nach einer anderen Darstellung vermachte sie diesem Kloster unter Zeugen „ihren Hof, auf dem Feld genannt“.
Dietrich Kürn heiratete im Jahr 1310 Agnes Wiedersperg.
Er verschrieb sich im Jahr 1321 den Diensten Ludwigs des Bayern, darunter über 30 weitere Ritter. Weil Dietrich oder eines seiner Familienmitglieder Ludwig in der Schlacht bei Mühldorf ausgeholfen haben sollen, war das Kürner Wappen am Isartor abgebildet. Im Verlauf dessen Wiederherstellung nach dem Zweiten Weltkrieg wurden nur zwei Drittel dieser Wappen an den Flankentürmen erneuert. Das Kürner Wappen ist heute nicht mehr zu sehen.
1342 bewilligte Kaiser Ludwig seinem Untertan Dietrich den Wiederaufbau der Burg Rackelsdorf unter der Bedingung ewiger Öffnung.
Schuegraf hielt Hermann Kürn, Zeuge beim Vermächtnis der Witwe Adelheid und die vorerwähnten Ritter Jakob und Andres Kürn für Brüder des älteren Dietrichs.
Dietrichs namentlich bekannte Kinder waren Osanna, Barbara und Dietrich. Dietrich (II.) erbaute im Jahr 1354 nach Bewilligung des Pfalzgrafen Ruprecht II. im ebenfalls oberpfälzischen Kürnberg die Burg Kürnberg. Im Folgejahr ist Dietrich II. als Vizedom zu Nabburg nachgewiesen.
Seine Kinder waren Agnes, Degenhard, Marquard, Hanns, Eberhard und Heinrich.
Marquardt Khürner zu Kürnberg war 1376 oder 1367 Landrichter zu Newburg vorm Waldt. Sein Sohn Dietrich wurde Domherr zu Regensburg.
Im 16. Jahrhundert erlosch das Geschlecht mit Hans Kürner, von dem keine Kinder überliefert sind. Er war der Sohn eines Dietrich Kürns, dessen Platz im Stammbaum nicht geklärt ist. Vermutlich war er ein Neffe Dietrichs II., dessen Brüder namentlich aber nicht bekannt sind.

## Wappen
Dietrich Kürn der Ältere führte drei Zinnensparren im Wappen, über dem Helm zwei Flügel. Dieses Wappen (ohne Helm) war am Isartor abgebildet.
Dietrich Kürn der Jüngere führte im Schild und auf dem Helm jeweils zwei Widderhörner. Ein weiteres Wappen bzw. Siegel von ihm zeigt im Schild die Zinnensparren und die Widderhörner auf dem Helm.

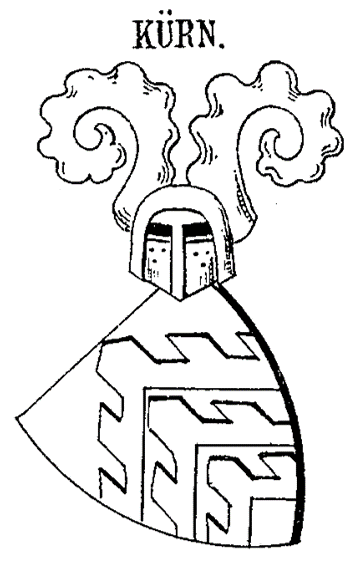
Wappen der Kürn mit alternativer Helmzier in Siebmachers Wappenbuch (1884)
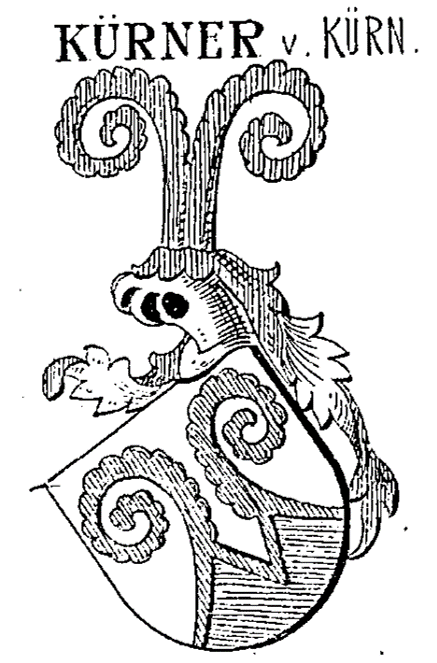
Wappen der Kürner von Kürn mit alternativem Schild und Helmzier in Siebmachers Wappenbuch (1906)